# Marche sur le feu

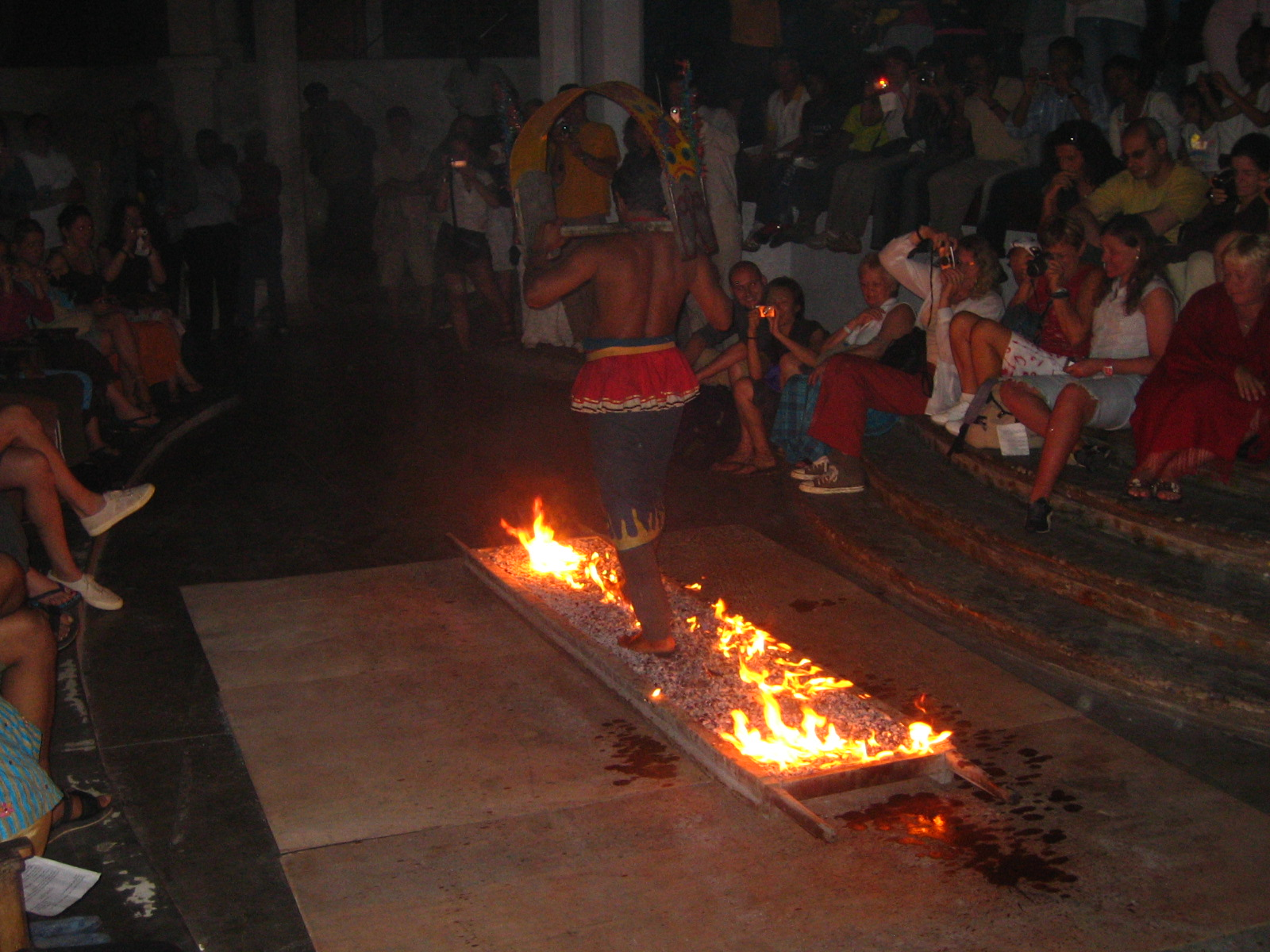
Marche sur le feu au Sri Lanka.

La marche sur le feu, appelée scientifiquement pyrobatie (du grec pyro, « feu » et batein, « marcher »), est une tradition qui consiste à marcher pieds nus sur des braises, sur des pierres chauffées au rouge, afin de montrer la suprématie de l'esprit sur le corps ainsi que la force qui peut jaillir d'une énergie collective. En effet, la marche sur le feu s'effectue le plus souvent en groupe et est accompagnée de nombreux chants et diverses danses. Expérience communautaire de retour aux sources, c'est aussi une manière de montrer sa foi dans les énergies et esprits de la nature, notamment pour les Hindouistes.

## Historique
La pratique de la marche sur le feu est attestée documentairement en Inde depuis 1200 av. J.-C.. L'immunité au feu ou incombustibilité est évoquée dans le livre d'Isaïe. La danse par-dessus le feu en le frôlant, nommée Anastenaria (en), est un rite ancestral au nord de la Grèce, en Bulgarie et en Thrace. L'« escouvion », fête répandue autrefois dans toute l'Europe, au cours de laquelle les jeunes gens sautent à travers le feu, puis jettent des brandons dans les arbres, peut s'en rapprocher. Néanmoins, les quelques exemples relevés dans le monde indo-européen de la marche sur le feu proviennent d'influences étrangères. A propos de la fête moderne des Anastenaria, William Furley observe que cette pratique est inconnue de l'ensemble de la Grèce ancienne. En effet, dans la tradition indo-européenne, c'est une impiété que de marcher sur le feu. La raison étant que le feu est sacré.
Le docteur Bruno Blaive a réalisé sa thèse de médecine sur la marche dans le feu introduite à la Réunion par les premiers immigrants Tamouls du Sud de l'Inde et de Ceylan, et qui se perpétue depuis, chaque année, de la fin décembre au début janvier.
Tolly Burkan (en), fondateur du Firewalking Institute for Research and Education, prétend avoir introduit cette pratique dans les années 1970 en Amérique du Nord. Son disciple, le coach américain Anthony Robbins, la popularise aux États-Unis.

## Explication scientifique
Les scientifiques expliquent le phénomène par le fait que le bois et le charbon, contrairement aux métaux, ont une faible capacité thermique et sont très mauvais conducteurs de la chaleur. Si le marcheur ne s'arrête pas en route et que ses pieds sont secs, la braise à 700 °C n'a pas le temps de le brûler. Enfin l'isolation que constitue une peau fortement calleuse et les cendres à 55 °C ainsi que l'état sphéroïdal sont d'autres facteurs expliquant ce phénomène.